# 董斯張
董斯張（1586年—1628年），原名嗣章，字然明，號遐週，又號借庵，烏程（今湖州）人。明末浙江湖州詩人。

## 生平
董斯張生於萬曆十四年（1586年）十二月廿七日，早年夙慧，十六歲得肺病，“恆臥一才榻，履不踰戶”，一生耽溺書海，好著述，手抄書達百部，“伏床咯血，猶兀兀點筆”。與周永年、茅維有詩唱作。亦能創作小說。有室名“静啸斋”。因體弱多病，自稱“瘦居士”。晚歲閉門謝客，履不出戶。崇禎元年（1628年）八月廿四日，年四十三。

## 著作
著有《吳興備志》三十二卷、《弁山志輯》一卷、《廣博物志》五十卷、《吹景集》十四卷、《白法志》一卷（佚）、《夢曆》（佚）、《靜歗齋存草》十二卷、《靜歗齋遺文》四卷；九、《靈薈》一卷（佚）、《古賦》一卷、《文苑英華鈔》四十卷（佚）、《增定唐詩品匯》三十卷（佚）、《選採真社集》、《吳興藝文補》七十卷等。又與其子董說創作《西遊補》。

## 家族
父董道醇，為萬曆朝進士。
有子董說。